# Bol'šie Dvory
Bol'šie Dvory) è una cittadina della Russia europea centrale, situata nell'oblast' di Mosca. Apparteneva al Pavlovo-Posadskij rajon).
Sorge nella parte centro-orientale dell'oblast', sul fiume Kljaz'ma, alcune decine di chilometri a nord-nordest della capitale Mosca e a 1,5 chilometri da Pavlovskij Posad.